# Eleições municipais em Macapá em 1985
As eleições municipais em Macapá em 1985 ocorreram em 15 de novembro, como parte das eleições em 201 municípios nos 23 estados brasileiros e nos territórios federais do Amapá e Roraima. Foi a primeira eleição da Nova República e a primeira eleição direta para prefeito na história macapaense.
Nascido em Macapá, o contabilista Raimundo Azevedo Costa diplomou-se no Colégio Comercial do Amapá. Outrora funcionário da prefeitura municipal de Macapá, compôs o grupo de fundadores do MDB no Amapá, elegendo-se vereador na capital do mesmo em 1972 e 1976, além de suplente do deputado federal Antônio Pontes em 1974 e 1978. Quando o PP foi incorporado ao PMDB, foi alçado à executiva nacional do partido, pelo qual candidatou-se a deputado federal em 1982, não se elegendo por falta de quociente eleitoral, apesar de ter sido o mais votado de sua legenda. No entanto, firmou o seu nome como presidente do diretório territorial do PMDB e venceu a disputa para prefeito de Macapá em 1985.
Paraense de Afuá, a professora Raquel Capiberibe formou-se em Pedagogia em 1962 pela Universidade Federal do Pará, sendo nomeada secretária municipal de Educação em Macapá no ano seguinte. Irmã do político João Capiberibe, atuou no magistério até eleger-se vice-prefeita de Macapá via PMDB em 1985, mandato ao qual renunciou ao eleger-se deputada federal em 1986. Como parlamentar, a mesma rumou para o PSB e foi signatária da Constituição de 1988.

## Resultado da eleição para prefeito
Foram apurados 47.941 votos nominais (96,69%), 652 votos em branco (1,32%) e 987 votos nulos (1,99%), resultando no comparecimento de 49.580 eleitores.
| Candidatos a prefeito de Macapá | Candidatos a vice-prefeito  | Número | Coligação             | Votação | Percentual |
| ------------------------------- | --------------------------- | ------ | --------------------- | ------- | ---------- |
| Raimundo Azevedo Costa PMDB     | Raquel Capiberibe PMDB      | 15     | PMDB, PSB, PCdoB, PCB | 24.505  | 51,11%     |
| Geovani Borges PFL              | Rosemiro Rocha PFL          | 25     | PFL, PTB, PDC         | 9.496   | 19,81%     |
| Júlio Pereira PDT               | Aroldo Góes PDT             | 12     | PDT (sem coligação)   | 8.026   | 16,74%     |
| Jarbas Gato PDS                 | Manoel Corrêa Bezerra PDS   | 11     | PDS (sem coligação)   | 3.845   | 8,02%      |
| Manoel Braga Pinto PT           | Francisco de Sena Júnior PT | 13     | PT (sem coligação)    | 2.069   | 4,32%      |
| Fontes:                         |                             |        |                       |         |            |